# Federico Tesio
Federico Tesio (1869-1954) est un éleveur, propriétaire et entraîneur italien, dont les purs-sangs participant aux courses hippiques de plat. Il est l'un des plus grands noms des courses au 20e siècle.

## Biographie et carrière
Né à Turin, orphelin à 6 ans, Federico Tesio fait ses études à l'Université de Florence, exerce le métier d'avocat, se marie en 1898 avec Lydia Flori, fille du Marquis de Serramezzana, et, la même année, acquiert avec elle une ferme de vers à soie plantée de milliers de mûriers à Dormelletto, dans le Piémont, au bord du Lac Majeur. C'est là, sur 19 hectares, que les Tesio fondent le Haras Dormello, qui ne cessera de s'étendre au fil des années. En 1932, le couple s'associe avec le Marquis Mario Incisa Della Rochetta tandis que Federico Tesio se lance en politique : il est élu sénateur en 1939, ce qui lui vaudra en 1944 d'être déféré devant la Haute cour de justice pour les sanctions contre le fascisme. Il s'adonne également à l'ébénisterie en créant le mobilier de son domicile, certaines de ses pièces figurant dans les collections du Musée d'Orsay. 
Tesio est à la fois l'éleveur, le propriétaire (en association avec Mario Incisa) et l'entraîneur de ses purs-sangs, un cas unique lorsqu'il s'agit de chevaux évoluant au plus haut niveau. Sous cette triple casquette, il règne sans partage sur les courses italiennes durant quarante ans. Mais il a aussi considérablement influencé l'élevage mondial non seulement par ses théories sur les croisements, (il est l'auteur en 1947 d'un Puro-Sangue - Animale da Esperimento, traduit en anglais en 1958 sous le titre Breeding the Racehorse), mais aussi en pratique avec ces étalons qui ont tracé de par le monde. Le meilleur d'entre eux, Nearco, fantastique champion invaincu en 14 courses, eut jusqu'à 100 de ses fils officiant comme étalons aux quatre coins du monde. Il fut surtout le père de Nasrullah et Nearctic, qui a donné Northern Dancer : soit les deux lignées mâles les plus dominantes de l'élevage mondial, l'une et l'autre étant présente dans quasiment tous les pedigrees de chevaux de haut-niveau. 
Parmi les autres champions élevés et/ou entraînés par Tesio, il faut citer les invaincus Braque et Cavaliere d'Arpino (dont la carrière fut écourtée en raison de récurrents problèmes aux jambes), Tenerani, Donatello, Apelle, Niccolo dell’Arca et bien d'autres. Tesio disait de Cavaliere d'Arpino qu'il était le meilleur cheval qu'il ait jamais élevé, un avis partagé par son jockey Federico Regoli. Mais il n'eut pas le loisir de le comparer avec un un fils de Tenerani né en février 1954, trois mois avant sa mort, et qu'il avait nommé Ribot, ni de s'enorgueillir d'avoir élevé un cheval qui après 16 courses et 16 victoires dont deux Prix de l'Arc de Triomphe, et une grande carrière d'étalon, pouvait prétendre avec une poignée d'autres au titre de cheval du siècle. Pourtant Mario Fossati, célèbre journaliste hippique italien, avait recueilli ce souvenir d'un autre jockey de Tesio, Enrico Cameci : "Tesio avait vu le bon cheval qu'allait devenir Ribot. Alors qu'il était presque aveugle, il avait décidé de l'envoyer avec un groupe de yearlings à Pise".

## Palmarès sélectif
- 22 Derby d'Italie
- 18 St. Leger Italien
- 11 Oaks d'Italie
- 22 Grand Prix de Milan
- 2 Triple Couronne italienne : Niccolo Dell'Arca (1941), Botticelli (1954)
- 2 Prix de l'Arc de Triomphe : Ribot (1995, 1956)
- King George VI & Queen Elizabeth : Ribot (1956)
- Grand Prix de Paris : Nearco (1938)
- Coronation Cup : Apelle (1928)
- Gold Cup : Botticelli (1955)
- Goodwood Cup : Tenerani (1948)